# 特維徹岩
特維徹岩（英語：Twitcher Rock），是南極洲的岩石，位於南桑威奇群島，處於圖勒島東南端以東1.3公里的道格拉斯海峽，海拔高度55米，在1820年由法比安·戈特利布·馮·別林斯高晉率領的沙皇俄國探險隊發現，由英國海外領土管轄。